# 完者哈敦 (阿鲁浑)
完者哈敦（羅馬化：Öljei Khatun），蒙古斡亦剌部貴族，伊儿汗國汗妃，腾吉思古尔干的孙女，父亲速剌迷失，母亲是伊儿汗旭烈兀第四女秃都格赤。
完者哈敦是旭烈兀的外孙女。腾吉思古尔干的女儿忽都鲁嫁给旭烈兀的孙子伊儿汗阿鲁浑。完者哈敦继姑母忽都鲁之后，1288年嫁给了阿鲁浑，阿鲁浑同时是完者哈敦的表兄。完者哈敦的年纪小，二人并没有正式圆房。